# 우리들이 있었다 (영화)
우리들이 있었다(僕等がいた, We Were Here)는 일본에서 제작된 미키 타카히로 감독의 2011년 드라마, 멜로/로맨스 영화이다. 이쿠타 토마 등이 주연으로 출연하였다. 전편과 후편으로 나뉘며 전편은 2012년 봄(3월 17일)에 일본 영화관을 통해 개봉하였다. 후편은 전편이 개봉한지 4~5주 뒤(4월 21일)에 개봉하였다. 토호 계열로 개봉되었다.
캐치프레이즈는 〈그런데도, 영원하다고 믿고 싶었다――.〉.
전국 295스크린으로 공개된 전편은, 2012년 3월 17, 18일의 첫날 2일간에 흥행 수입 2억 9,531만 3,100엔, 동원 22만 7,930명이 되어 영화 관객 동원 랭킹(흥행 통신사 조사)에서 첫 등장 제2위가 되었다. 또한, 전국 297스크린으로 공개된 후편은, 2012년 4월 21, 22일의 첫날 2일간에 흥행 수입 3억 1,488만 9,300엔, 동원 24만 2,920명이 되어 영화 관객 동원 랭킹(흥행 통신사 조사)에서 첫 등장 제3위가 되었다.

## 캐스트
- 야노 모토하루 - 이쿠타 토마
- 타카하시 나나미 - 요시타카 유리코
- 타케우치 마사후미 - 타카오카 소스케
- 야마모토 유리 - 모토카리야 유이카
- 센겐지 아키코 - 히가 마나미
- 야마모토 나나 - 코마츠 아야카
- 타케우치 아야카 - 스도 리사
- 야노 요코 - 아소 유미

## 스태프
- 감독 - 미키 타카히로
- 원작 - 오바타 유키 《우리들이 있었다》 (쇼가쿠칸 월간 베츠코미 연재)
- 각본 - 요시다 토모코
- 음악 - 마츠타니 스구루
- 편집 - 반도 나오야
- 제작 프로덕션 - 토호 영화
- 배급 - 토호/아스믹 에이스
- 제작 - 〈우리들이 있었다〉 제작 위원회(토호, 아스믹 에이스, 하쿠호도 DY 미디어 파트너즈, 쇼가쿠칸, 제이 스톰, 아뮤즈)

## 주제가
- 전편 - Mr.Children 〈기원 ~눈물의 궤도〉
- 후편 - Mr.Children 〈pieces〉

## 제작진
- 미술: 하나타니 히데후미